# Marco Kloss
Marco Kloss (Marl, 25 december 1973) is een Duitse schlagerzanger.

## Carrière
Marco Kloss begon zijn carrière als zanger in 1990, nadat hij aan een talentenshow op de Bochumse stadhuismarkt had deelgenomen. Hij won met een zelfgeschreven nummer. Later won hij het Alsterradio-talentenconcours in Hamburg en nam hij zijn eerste cd Frag nicht dein Horoskop op met de producent Peter Sebastian uit Hamburg. Zijn eerste album Träume die Träume verscheen in het begin van 1997 en bevatte 18 nummers. Er was onder andere een hymne opgenomen, die hij aan zijn lievelingsclub FC Schalke 04 had opgedragen voor het winnen van de UEFA-cup. Een jaar later volgden diverse tv-optredens.
In 2000 nam hij afscheid van zijn ontdekker Peter Sebastian en toi, toi, toi Records en verruilde die voor het Duitse label Sound Around Music, dat hij kort daarna weer verruilde voor EMI Music. Daar verscheen in 2001 de single Hallo Baby, die de 18e plaats bereikte van de Duitse schlagerhitlijst en de 19e plaats van de Airplay Charts. In hetzelfde jaar was Kloss na een tweejarige onderbreking te gast bij meerdere tv-programma's. In 2002 vestigde hij zich steeds meer als producent. In 2003 richtte hij de band Los Coyotos op, waarmee hij met zijn langjarige medestanders Atta Brenner, Wilson, Karlson en André Kramer in een productietijd van zes weken het album Meine Frau hat's verboten produceerde.
Nadat zijn eigen label Hömmma Records zich tot Hömmma Media Group ontwikkelde, werd in 2004 het tweede album gepubliceerd, dat onder eigen regie werd geproduceerd. Nog in hetzelfde jaar leerde hij de producent Hermann Niesig kennen, met wie hij het nummer Du has gewärmt wie alter Whisky produceerde. Sinds mei 2005 promootte hij zijn nummer in het nieuw gebouwde Megapark op Mallorca. Ook verscheen het album Es ist an der Zeit.
Voor Alessa schreef Kloss de teksten voor Jeder Anfang ist schwer, Der Himmel weint Heute Nacht (17e plaats, Airplay Charts) en Dieser Abschied ist kein Ende. Hij schreef bijna uitsluitend alle teksten van het album Küss mich van Nic, daarnaast zingt hij ook de koorzang. In 2008 publiceerde hij zijn nummer Du hast gewärmt wie alter Whisky opnieuw, doch ondanks Chart Entry scheiden zich de wegen van Kloss en het label EMI Records. In 2009 stapte vriend en collega Frank Chagall in bij Hömmma Records. In december 2009 vond zijn derde concert plaats in de Vest Arena in Recklinghausen. Marco Kloss produceerde, schreef en componeerde het album Träumen kann ich nur in deinen Armen van Bata Illic.

## Discografie
- 1994 Frag nicht Dein Horoskop
- 1995 Ja soll das alles schon gewesen sein?
- 1996 Rocky Remix ’96
- 1997 Träume die Träume
- 1997 Blau und Weiss sind uns’re Farben – Maxi-CD Promo
- 1998 Weil Du die Liebe bist, My Love
- 1998 Du bist das Licht
- 1999 Das geht mir alles so am Arsch vorbei
- 2000 Ich zieh die Arschkarte
- 2001 Pflaumenpolka – samen met Oliver Frank
- 2001 Du hast mir den Tag versaut
- 2001 Hallo Baby
- 2002 Der Typ neben ihr
- 2003 Meine Frau hat’s verboten
- 2004 Du hast gewärmt wie alter Whisky
- 2004 Erna Schabulski
- 2005 Mona Lisa
- 2005 Ich sterbe nicht nochmal
- 2007 Hello Mister DJ
- 2007 Hier ist Endstation
- 2007 Wär ich so cool
- 2007 Ein schneeweißes Schiff
- 2007 Das Meer ist kein Meer mehr
- 2008 Du hast gewärmt wie alter Whisky 08
- 2008 Du bist mein Stern
- 2009 Doch es tut weh
- 2009 Ich hab zwei neue Freunde
- 2009 Sie liebt mich immer noch
- 2009 Fräulein Unbekannt
- 2010 Zweite Wahl
- 2011 Das ganz große Glück
- 2011 Ein Diamant
- 2011 Wieso muss Liebe immer weh tun
- 2012 Auf einer Insel sein
- 2012 Masterplan
- 2013 Nur einmal
- 2013 Meinetwegen schick mich in die Hölle
- 2013 Im Winter Rote Rosen
- 2014 Viele Grüße aus Malle
- 2014 Ein Königreich für deine Liebe
- 2015 Es wird rote Rosen regnen
- 2015 Verdammt und dann stehst du im Regen (duet met Marta Rosinski )
- 2016 Das geht mir alles so am Arsch vorbei RMX 2016
- 2016 Ein bisschen wie Venedig
- 2016 Alles nur geklaut (duet met Willi Herren )
- 2017 Tief in der Nacht (Fox-mix)
- 2017 Viertel vor Glück

- Gemeinsame Normdatei: 134928032
- International Standard Name Identifier: 0000 0000 5664 1406
- MusicBrainz: 2bc3fec9-b23f-4f12-876c-b1cd04ba8aeb
- Virtual International Authority File: 79860954
- WorldCat: E39PBJhMjp8j7b8bDkDhbCyKh3